# Kapurthala (stad)
Kapurthala is een nagar panchayat (plaats) in het gelijknamige district Kapurthala van de Indiase staat Punjab. 

## Demografie
Volgens de Indiase volkstelling van 2001 wonen er 84.361 mensen in Kapurthala, waarvan 55% mannelijk en 45% vrouwelijk is. De plaats heeft een alfabetiseringsgraad van 65%. 